# Isochromodes venata
Isochromodes venata là một loài bướm đêm trong họ Geometridae.